# Long Island, Newfoundland (norra Placentia Bay)
Long Island är en ö i Kanada.   Den ligger i provinsen Newfoundland och Labrador, i den östra delen av landet, 1 700 km öster om huvudstaden Ottawa. Arean är 37 kvadratkilometer. Ön ligger i den norra delen av viken Placentia Bay.
Terrängen på Long Island är platt. Öns högsta punkt är 182 meter över havet. Den sträcker sig 23,5 kilometer i nord-sydlig riktning, och 3,5 kilometer i öst-västlig riktning.